# Айки-дзюдзюцу
Айки-дзюдзюцу (合気柔術) — японское боевое искусство, являющееся предшественником Дайто-рю Айки-дзюдзюцу.

## История создания
Старинные документы говорят, что исходное айки-дзюцу было разработано Минамото-но Ёсимицу, потомком в шестом поколении императора Сэйва. В то время семья Минамото была одним из главных правящих кланов Японии, и из неё вышли многие известные бойцы и правители. Хотя история приписывает создание айки-дзюцу Ёсимицу, а некоторые источники и его старшему брату Ёсииэ, по всей видимости эта боевая система уже существовала ранее внутри клана, а братья её усовершенствовали и систематизировали. В старых документах говорится, что развитию Айки-дзюцу способствовало проводившееся Ёсимицу и его братом исследование на трупах строения костей и функционирования тела человека.
Старший сын Ёсимицу, Ёсикиё, переехал в район, известный под названием Кай, основав новую ветвь семьи — «Кай Гэндзи Такэда». Семья Такэда развивала свои собственные уникальные формы боевых искусств с использованием различного оружия.
Первое документальное описание техник айки-дзюцу содержится в книге соратника Такэда Сингэна — Ямамото Кансукэ «Хэйхо Окуги Сё» (яп. 兵法奥義書, «Книга Секретов Военной Стратегии») написанной в ~1580.
В феврале 1582 года после тяжёлой битвы с превосходящими силами врагов Такэда Кацуёри, последний из Такэда в провинции Кай, лишил себя жизни принятым у самураев методом сэппуку. К счастью, это секретное искусство не затерялось в веках благодаря Такэде Куницугу, перебравшемуся в провинцию Айдзу, где он передал свои знания верхушке клана самураев Айдзу.
Новая ветвь Такэда, называвшаяся «Айдзу Такэда», учила многие последующие поколения последователей из клана Айдзу. Боевые искусства нигде не процветали так, как в районе Айдзу. В XVII веке насчитывалось 94 школы боевых искусств.
Некоторые боевые искусства были доступны только для самураев самого высокого ранга, и считались Отомэ-рю (Госикиути) — секретными искусствами. Не допускалась ни передача этих систем последователям более низких уровней, ни техническое смешение стилей, а показательные выступления могли наблюдать только члены школы (Рюха). Боевые искусства, на которые распространялись эти ограничения, включали айки-дзюцу и Айдзу Мидзогути Итто-рю.
На протяжении десяти поколений в семье Такэда из Айдзу передавались и шлифовались боевые системы. По наследству эти знания получили дед и отец Сокаку Такэды.
В настоящее время термин «айки-дзюцу» (合気術) используется многими современными школами дзю-дзюцу для определения технического раздела с применением принципов айки (合気).